# KTM 250
Das KTM 250 – auch KTM 250 KRAD ÖBH oder KTM GL KRAD 250 – war ein geländegängiges Krad des Österreichischen Bundesheeres. Sie wurde auch von den Streitkräften Norwegens verwendet.

## Technische Details
Es wurde als Melde-, Kurier- und Kolonnenbegleitfahrzeug aller Waffengattungen eingesetzt und verfügte über einen luftgekühlten Einzylinder Zweitaktmotor mit einer Motorleistung von 19,5 kW (27 PS). Eine Besonderheit waren die montierbaren Gleitkufen, um besser auf Schnee und Eis fahren zu können. Durch Verwendung der 20 kg schweren Kufen wuchs die Breite der Maschine auf 1250 mm. Der Tank fasste 20,7 l Treibstoff was der KTM 250 zu einer Reichweite von 300 km verhalf. Das Getriebe wurde wahlweise mit Hand- oder Fußschaltung verbaut. Vorne wurde mittels Einscheibenbremse verzögert. Hinten versah eine Trommelbremsen ihren Dienst. Zum Transport konnten Tank- als auch Satteltaschen mitgeführt werden. Das zulässige Höchstgewicht lag bei 300 kg.